# Túi (sinh học và hóa học)

Hình minh họa một liposome hình thành từ phospholipid trong dung dịch nước.

Trong sinh học tế bào, túi (hay bóng, bọng, nang, thất; tiếng Anh: vesicle) là một cấu trúc nhỏ trong tế bào, chứa dịch bên trong và bọc bởi một lớp lipid kép. Túi hình thành tự nhiên trong quá trình tiết (xuất bào), hấp thu (nhập bào) và vận chuyển vật chất trong tế bào chất. Ngoài ra, túi cũng có thể được chuẩn bị nhân tạo, trong trường hợp này chúng được gọi là liposome (không phải lysosome). Nếu duy chỉ có một lớp kép phospholipid, thì gọi là túi liposome đơn lớp; không thì gọi là đa lớp. Màng bao túi cũng là một pha phiến (lamellar phase), tương tự như màng sinh chất, và túi có thể dung hợp với màng sinh chất để bài xuất vật chất ra khỏi tế bào. Túi cũng có thể dung hợp với những bào quan khác trong tế bào.
Túi đảm nhận nhiều chức năng đa dạng. Do túi biệt lập khỏi bào tương, nên môi trường trong túi có thể được điều chỉnh sai khác so với môi trường bào tương. Vì lý do này, tế bào sử dụng túi làm công cụ cơ bản để tổ chức các chất nội bào. Túi tham gia vào con đường trao đổi chất, vận chuyển, điều chỉnh sức nổi, và dự trữ tạm thời thức ăn và enzyme. Túi cũng có thể cư xử như một khoang phản ứng hóa học.

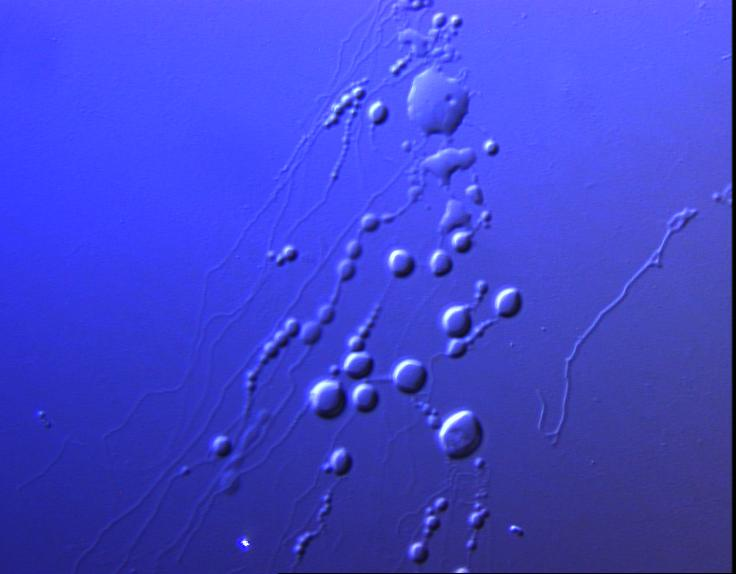
Ảnh sarfus của túi lipid.

Năm 2013, James Rothman, Randy Schekman và Thomas Südhof đồng nhận giải Nobel Sinh lý học và Y khoa cho những khám phá (kiến dựng dựa trên những nghiên cứu trước đó, một vài trong số chúng là của thầy cố vấn của họ) về cấu tạo và chức năng túi tế bào, đặc biệt là trong nấm men và người, bao gồm thông tin từng cấu thành của túi và cách thức chúng lắp ráp lại với nhau. Rối loạn chức năng túi được cho là góp phần phát bệnh Alzheimer, tiểu đường, một số trường hợp bệnh động kinh khó điều trị, một vài bệnh ung thư và rối loạn miễn dịch, cũng như ảnh hưởng nhất định đến môi trường thần kinh mạch.

## Phân loại túi

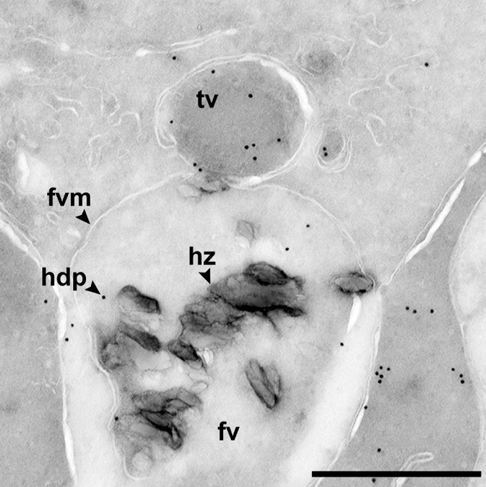
Ảnh chụp vi ký điện tử một tế bào chứa không bào tiêu hóa (fv) và không bào vận chuyển (tv) trong ký sinh trùng sốt rét.

### Không bào
Không bào là túi chứa chủ yếu nước.
- Tế bào thực vật có một không bào trung tâm lớn tại trung tâm tế bào, có chức năng điều hòa áp suất thẩm thấu và lưu trữ chất dinh dưỡng.
- Không bào co bóp có mặt ở một số sinh vật nguyên sinh nhất định, đặc biệt là ngành Ciliophora. Những không bào này rút nước từ tế bào chất và bài xuất ra khỏi tế bào, giúp tế bào tránh bị vỡ trong môi trường áp suất thẩm thấu cao.

### Lysosome
- Lysosome tham gia quá trình tiêu hóa cấp tế bào. Thức ăn có thể được lấy từ ngoài tế bào rồi chuyển vào không bào tiêu hóa theo một quá trình gọi là nhập bào. Sau đó, những không bào tiêu hóa này sẽ dung hợp với lysosome để phá vỡ những thành phần thức ăn, trở thành dạng mà tế bào có thể sử dụng được. Hình thức tiêu hóa này được gọi là thực bào.
- Lysosome cũng tham gia tiêu hủy những bào quan bất hoạt hay tổn thương bằng cách tự thực. Chúng dung hợp với màng những bào quan tổn thương rồi giải phóng enzyme phân hủy.

### Túi vận chuyển
- Túi vận chuyển (transport vesicle) có thể di chuyển những phân tử giữa các địa điểm trong tế bào, ví dụ: protein từ lưới nội chất hạt đến bộ máy Golgi.
- Những protein tiết có màng bao được tạo từ ribosome trên bề mặt lưới nội chất hạt. Phần lớn các protein này sẽ được bộ máy Golgi hoàn thiện trước khi di chuyển đến đích cuối, nơi đó có thể là lysosome, peroxisome, hay bên ngoài tế bào. Những protein này chu du trong tế bào khi đang yên vị trong túi vận chuyển.

### Túi tiết
Túi tiết (secretory vesicle) chứa những vật chất sẽ được bài tiết ra khỏi tế bào. Các tế bào có nhiều lý do để thực hiện sự bài tiết. Chẳng hạn xử lý chất thải, hoặc bị ràng buộc với chức năng tế bào. Trong những tổ chức cơ thể lớn hơn, một số tế bào được chuyên hóa để chỉ sản xuất những hóa chất nhất định. Những chất này được lưu trữ trong túi tiết và sẽ giải phóng khi có nhu cầu.

#### Phân loại
- Túi synap cư trú tại đầu synap gửi (presynaptic terminal) trong neuron và dự trữ chất dẫn truyền xung thần kinh. Khi một tín hiệu truyền xuống sợi axon, túi synap sẽ dung hợp với màng tế bào để phóng thích chất dẫn truyền xung thần kinh, giúp những phân tử thụ thể trên tế bào thần kinh kế tiếp có thể nhận biết được thông điệp cần truyền.
- Ở động vật, mô nội tiết giải phóng hormone vào dòng máu. Các hormone này được dự trữ trong những túi tiết. Ví dụ điển hình như mô nội tiết có trong đảo Langerhans của tụy. Mô này chứa nhiều loại tế bào được miêu tả dựa trên những hormone mà chúng sản xuất.
- Túi tiết chứa những enzyme được sử dụng để kiến tạo thành tế bào thực vật, nguyên sinh vật, nấm, vi khuẩn và vi khuẩn cổ; cũng như chất nền ngoại bào tế bào động vật.
- Vi khuẩn, vi khuẩn cổ, nấm và vật ký sinh tiết ra những túi màng chứa đa dạng thứ, nhưng riêng các chất độc đặc hiệu và các phân tử tín hiệu hóa sinh, được vận chuyển đến tế bào đích để khởi đầu những quá trình hỗ trợ sự sống vi sinh vật, thực hiện cả việc xâm nhập tế bào chủ lẫn giết chết những vi sinh vật cạnh tranh trong cùng một ổ sinh sống.[5]

### Túi ngoại bào
Túi ngoại bào (extracellular vesicle) được sản xuất bởi mọi vực của sự sống, bao gồm những sinh vật nhân thực phức tạp, vi khuẩn Gram âm và Gram dương, mycobacteria và nấm.

#### Phân loại
- Túi xuất bào (exosome): túi có màng bao, khởi nguồn của quá trình nhập bào (đường kính 50-100 nm),[6]:Table 1 chứa hàm lượng cao protein CD63 và CD81.[6]
- Vi túi (microvesicle): tách ra trực tiếp từ màng sinh chất (đường kính 20-1000 nm[6]:Table 1).
- Mảnh vỡ màng, (đường kính 50-80 nm), hoặc là những túi màng lớn (~600 nm), CD133+, CD63−[6]
- Mụn nước hay túi chết theo chương trình (apoptotic bleb/vesicle) (đường kính 1000-5000 nm): giải phóng từ các tế bào sắp chết.[6]:Table 1

Người ta thường phân loại theo tỉ trọng:Table 1 bằng phương pháp ly tâm vi sai (differential centrifugation).
Ectosome được đặt tên năm 2008, nhưng lại không được công nhận là một loại riêng biệt vào năm 2012.
Ở người, những túi ngoại bào nội sinh rất có thể đóng vai trò trong quá trình đông máu, phát tín hiệu liên bào và quản lý chất thải.
Ở vi khuẩn Gram âm, túi ngoại bào được hình thành bằng cách chọc tách màng ngoài; bên cạnh đó, làm thế nào mà túi ngoại bào có thể thoát khỏi lớp thành tế bào dày của vi khuẩn Gram dương, mycobacteria và nấm vẫn còn là một điều bí ẩn. Những túi ngoại bào mang nhiều loại hàng hóa, bao gồm axit nucleic, chất độc, lipoprotein và enzyme, có vai trò quan trọng trong sinh lý học vi sinh vật và sinh bệnh học (pathogenesis). Trong mối tương tác vật chủ-mầm bệnh, vi khuẩn Gram âm tạo ra những túi có vai trò trong việc thiết lập ổ định cư, chuyên chở và dẫn truyền những yếu tố độc vào tế bào chủ, đồng thời điều chỉnh cơ chế bảo vệ và đáp ứng của chủ.
Người ta nhận thấy vi khuẩn lam đại dương liên tục sản sinh những túi chứa protein, DNA và RNA phóng vào đại dương mở (open ocean). Các túi mang DNA phát sinh từ đa dạng vi khuẩn thì có mặt dồi dào trong những mẫu nước biển miền duyên hải và đại dương mở.

### Những loại khác
Túi khí (gas vesicle) được vi khuẩn cổ, vi khuẩn và vi sinh vật phù du sử dụng để kiểm soát sự di chuyển thẳng đứng (vertical migration) bằng cách điều hòa hàm lượng khí và từ đó tạo ra sức nổi, hay nhằm căn chỉnh tế bào ở những vị trí thu thập tối đa ánh sáng mặt trời. Những túi này có hình dạng điển hình là hình trái chanh hay ống hình trụ, cấu tạo từ protein; đường kính của chúng quyết định độ bền túi, túi nào có đường kính càng lớn thì càng yếu. Đường kính túi cũng ảnh hưởng đến mức thể tích cũng như cách thức hiệu quả để tạo ra sức nổi. Ở vi khuẩn lam, chọn lọc tự nhiên đã tiến hành tạo nên những túi có đường kính lớn nhất mà vẫn đảm bảo ổn định tổng thể cấu trúc. Lớp vỏ protein chỉ thấm với khí, không cho nước xuyên qua, giữ túi không bị chìm.
Túi chất nền (matrix vesicle) có mặt trong khoang ngoại bào, hay chất nền ngoại bào. Bằng cách sử dụng kính hiển vi điện tử, hai nhà khoa học H. Clarke Anderson và Ermanno Bonucci đã phát hiện ra chúng một cách độc lập năm 1967. Những túi nguồn gốc tế bào này chuyên tham gia khởi đầu quá trình sinh khoáng hóa (biomineralisation) của chất nền trong nhiều mô khác nhau, bao gồm mô xương, sụn và răng. Trong suốt tiến trình vôi hóa chuẩn, một dòng chảy ion calci và phosphate chính yếu sẽ tiến đến tế bào, đi kèm với quá trình tự chết theo chương trình của tế bào (sự tự hủy được di truyền quy định) và hình thành túi chất nền. Nạp tải calci cũng dẫn đến tạo ra những phức hệ phosphatidylserine:calcium:phosphate trong màng sinh chất, một phần qua trung gian là protein annexin. Túi chất nền nảy chồi từ màng sinh chất tại những điểm tương tác với chất nền ngoại bào. Như vậy, những túi chất nền đảm nhận chuyên chở đến chất nền ngoại bào calci, phosphate, lipid và annexin, tác động đến sự kết tinh khoáng chất. Các quá trình này được điều phối chính xác nhằm thực hiện sự khoáng hóa đến chất nền của mô đúng nơi và đúng thời điểm, trừ khi bộ máy Golgi không tồn tại.
Thể đa túi (multivesicular body, MVB) là túi có màng bao chứa bên trong một lượng túi nhỏ hơn.

## Sự hình thành túi và cơ chế vận chuyển
Một số túi phát sinh từ việc chọc tách màng lưới nội chất hay bộ máy Golgi. Số khác lại tạo từ lúc một vật thể bên ngoài tế bào xâm nhập và bị màng tế bào bao quanh.

### Vỏ túi và phân tử hàng hóa
Vỏ túi là tập hợp những protein giúp định hình độ cong màng túi cho trước, tạo thành hình túi tròn. Vỏ protein cũng đảm nhận chức năng liên kết với nhiều protein thụ thể xuyên màng, gọi là thụ thể hàng hóa (cargo receptor). Những thụ thể này giúp chọn lọc những vật chất được nhập bào trong quá trình nhập bào qua trung gian thụ thể hay vận chuyển nội bào.
Có ba loại vỏ túi: clathrin, COPI và COPII. Từng loại vỏ protein khác nhau giúp phân loại túi phù hợp với vai trò đích thực của nó. Vỏ clathrin được tìm thấy trên những túi giao thông giữa bộ máy Golgi và màng sinh chất, Golgi và túi nhập bào, màng sinh chất và túi nhập bào. Túi vỏ COPI chịu trách nhiệm vận chuyển vật chất ngược chiều từ Golgi về lưới nội chất (ER), trong khi túi vỏ COPII lại chịu trách nhiệm vận chuyển vật chất thuận chiều từ ER đến Golgi.
Người ta cho rằng vỏ clathrin được lắp ráp do đáp ứng với sự điều hòa G protein. Một vỏ protein được lắp ráp hay tháo dỡ phụ thuộc vào một protein ADP ribosylation factor (ARF) (yếu tố ribosyl hóa ADP).

### Cập cảng túi
Những protein bề mặt gọi là SNARE có khả năng nhận dạng hàng hóa của túi và các SNARE tương hợp trên màng đích cùng hoạt động để gây ra sự dung hợp túi vào màng đích. Có giả thuyết cho rằng, protein v-SNARE tồn tại trên màng túi, trong khi protein tương hợp của nó lại nằm trên màng đích, được biết đến với cái tên t-SNARE.
Thường thì SNARE liên kết với túi hay màng đích được phân loại theo một hệ thống thay thế là Qa, Qb, Qc, hay R SNARE để gán cho nhiều biến thể hơn, thay vì hệ thống phân loại đơn giản v- hay t-SNARE. Một dàn những phức hệ SNARE khác nhau có thể xuất hiện trong những mô và khoang dưới tế bào khác nhau, hiện nay người ta đã phát hiện 36 isoform có trong cơ thể người (isoform là tập hợp những dạng khác nhau của cùng 1 protein).
Protein Rab điều hòa được cho là có khả năng kiểm tra sự tiếp hợp của những SNARE. Protein Rab là một protein bám GTP điều hòa và kiểm soát sự liên kết của những SNARE tương hợp này trong một thời gian đủ dài để protein Rab thủy phân liên kết của mình với GTP và chốt giữ túi trên màng.

### Dung hợp túi
Dung hợp túi có thể xảy ra theo một trong hai cách sau: dung hợp hoàn toàn (full fusion) hay dung hợp chạm-và-thoát (kiss-and-run fusion). Quá trình dung hợp yêu cầu hai màng phải nằm ở khoảng cách 1,5 nm với nhau. Để đạt được điều này, nước kẹt giữa hai màng phải bị thế chỗ từ bề mặt của màng túi. Đây là một hoạt động không thuận lợi, cần tiêu tốn năng lượng, và những chứng cứ cũng cho thấy quá trình này đòi hỏi phân tử cao năng ATP, GTP và acetyl-CoA. Sự dung hợp cũng liên quan đến sự nảy chồi, đó là lý do mà thuật ngữ "nảy chồi" và "dung hợp" phát sinh.

### Túi trong điều hòa giảm lượng thụ thể
Những protein màng có vai trò là thụ thể đôi khi bị đánh dấu để phục vụ quá trình điều hòa giảm lượng thụ thể bằng cách gắn kèm ubiquitin. Sau khi một túi nhập bào (endosome) đi đến tế bào qua con đường mô tả ở trên, các túi nhỏ bắt đầu hình thành bên trong túi nhập bào, lấy đi những protein màng của chúng-đồng nghĩa với sự phân hủy; Khi túi nhập bào hoặc trưởng thành trở thành lysosome hoặc bị dung hợp với một túi khác, những túi này sẽ phân hủy hoàn toàn. Nếu không có cơ chế này, chỉ mỗi phần ngoại bào của protein màng mới chạm đến khoang lysosome và cũng chỉ có phần này mới bị phân giải.
Vì có sự xuất hiện của những túi nhỏ bên trong nên đôi khi túi nhập bào còn được gọi là thể đa túi (multivesicular body). Con đường dẫn đến sự hình thành của chúng chưa thể hiểu rõ hoàn toàn; không như những túi khác đã miêu tả ở trên, bề mặt phía ngoài của các túi này không tiếp xúc với bào tương.

### Chuẩn bị túi

#### Túi phân lập
Điều chế túi có màng là một trong những phương pháp để khám phá nhiều loại màng khác nhau của tế bào. Sau khi mô sống được nghiền thành dạng huyền phù, các màng khác nhau sẽ hình thành nên những bóng kín nhỏ. Các mảnh vỡ lớn của tế bào bị nghiền có thể được thải loại bằng cách ly tâm tốc độ thấp, và chốc lát sau những thành phần gốc đã biết như màng sinh chất, màng không bào (tonoplast), v.v. có thể bị phân lập bằng cách ly tâm tốc độ cao nghiêm ngặt với sự hiện diện của gradient tỷ trọng. Sử dụng sốc thẩm thấu, một phương pháp khả thi giúp mở túi ra tạm thời (để bơm vào chúng loại dung dịch cần thiết), rồi sau đó ly tâm xuống lần nữa, biến thành dạng huyền phù trong một dung dịch khác. Việc ứng dụng những thể mang ion (ionophore) như valinomycin có thể tạo ra gradient điện hóa tương tự gradient trong tế bào sống.
Các túi được sử dụng chủ yếu trong hai loại nghiên cứu:
- Tìm và sau đó phân lập những thụ thể màng có liên kết đặc hiệu với các hormone và nhiều chất quan trọng khác.[14]
- Khám phá sự vận chuyển của nhiều loại ion khác nhau hay những chất khác đi xuyên màng theo một kiểu nhất định.[15] Trong khi sự vận chuyển có thể được nghiên cứu dễ dàng hơn với kỹ thuật kẹp ráp nối (patch clamp); túi cũng có thể được phân lập từ những vật thể mà kẹp ráp nối không thể áp dụng.

### Túi nhân tạo
Những túi phospholipid cũng từng được nghiên cứu trong hóa sinh học. Theo những nghiên cứu này, một huyền phù túi phospholipid đồng nhất có thể được chuẩn bị bằng cách ép (extrusion) hay nghiền bằng sóng siêu âm (sonication), tiêm (injection) để từ dung dịch phospholipid trở thành những màng trong dung dịch đệm có nước. Bằng cách này, những dung dịch túi có nước có thể được chuẩn bị từ các thành phần phospholipid khác nhau, cũng như quy định những kích cỡ khác nhau của túi.